# Рендольф, Марта Джефферсон
Марта Вашингтон Джефферсон Рендольф (англ. Martha Washington Jefferson Randolph; 27 сентября 1772 — 10 октября 1836) — дочь Томаса Джефферсона, третьего президента США, и его жены Марты Уэйлс Скелтон Джефферсон.
Родилась в Монтичелло, близ Шарлотсвилла, Виргиния и была названа в честь своей матери и Марты Вашингтон, жены Джорджа Вашингтона. Её называли «Петси».

## Ранняя жизнь и брак
Высокая и стройная, с угловатыми чертами и рыжими волосами, она напоминала своего отца, которому она была предана. С 12 до 17 лет она жила в Париже, когда её отец был послом США во Франции. Джефферсон отдал её в «Эббей Роял де Пантемонт», привилегированную монастырскую школу, после гарантий того, что студенты-протестанты будут освобождены от религиозного обучения. Тем не менее, Петси выразила желание перейти в католичество и также сообщила своему отцу, что думает стать монахиней. Джефферсон быстро забрал её из школы.
В 1790 году Марта вышла замуж за Томаса Менна Рендольфа младшего, который был губернатором Виргинии с 1819 по 1822 год. У них было двенадцать детей:
- Энн Кэри Рендольф (1791—1826).
- Томас Джефферсон Рендольф (1792—1875).
- Эллен Уэйлс Рендольф (1794—1795).
- Эллен Уэйлс Рендольф (1796—1876). Названа в честь старшей умершей сестры. Была замужем за Джозефом Кулиджем (1798—1879)
- Корнелия Джефферсон Рендольф (1799—1871).
- Вирджиния Джефферсон Рендольф (1801—1882).
- Мэри Джефферсон Рендольф (1803—1876).
- Джеймс Мэдисон Рендольф (1806—1834). Первый ребёнок, родившийся в Белом доме.
- Бенджамин Франклин Рендольф (1808—1871).
- Мериуэтер Льюис Рендольф (1810—1837). Его вдова Элизабет Мартин вышла замуж за Эндрю Джексона Донельсона, племянника президента Эндрю Джексона.
- Септимия Энн Рендольф (1814—1887).
- Джордж Уит Рендольф (1818—1867), в 1862 году недолгое время был военным министром Конфедеративных Штатов Америки.

Воспитывала детей дома и, будучи поглощена заботами о семье, только несколько раз появилась в Белом доме в 1802 году, вместе с сестрой в 1803 году и в течение зимы 1805/06. После выхода на пенсию Томаса Джефферсона она посвятила большую часть своей жизни заботе о нём. Он описал её как «заветного спутника молодости и медсестру старости», а незадолго до своей смерти отметил, что «последней мукой его жизни было расставание с ней».
Она унаследовала Монтичелло от своего отца в 1826 году. После деловых перемен и смерти её мужа она рассматривала возможность основания школы, но была освобождена от трат пожертвованием в $10 000 от Южной Каролины и Виргинии. Однако увеличение финансовых трудностей вынудили её продать Монтичелло Джеймсу Баркли в 1831 году, который затем перепродал его в 1834 году военно-морскому офицеру и большому поклоннику Джефферсона, Урии Леви. Марта была отстранена от своего мужа, до тех пор, пока он не умер в 1828 году. Она умерла в своём имении Эджхилл в округе Албемарл, Виргиния.

## Первая леди США
Она рассматривается как Первая леди США из-за того, что её отец был вдовцом. Исполняла обязанности с 4 марта 1801 года по 4 марта 1809 года. Она завоевала репутацию интеллектуалки.

## Образ в кино
- «Джефферсон в Париже» (1995)
- «Джон Адамс» (2008)